# RK Železničar Niš
Der Rukometni klub Železničar Niš (deutsch Handballklub der Eisenbahner Niš) war ein Handballverein aus der Stadt Niš in Serbien. Aus Sponsoringgründen hieß der Verein zeitweise Jugopetrol Železničar und NIS Petrol Železničar.

## Geschichte
Der Verein wurde im Jahr 1949 gegründet und bestritt sein erstes Spiel am 26. Juli 1949. 1977 gewann  Železničar den jugoslawischen Pokal. Bei der folgenden Teilnahme am Europapokal der Pokalsieger 1977/78 kam die Mannschaft bis ins Finale, wo sie dem deutschen Verein VfL Gummersbach in der Dortmunder Westfalenhalle mit 13:15 unterlag. 1982 und 1985 folgten weitere Pokalsiege.
Nach dem Auseinanderbrechen Jugoslawiens ab 1991 spielte der Verein in der Liga der Bundesrepublik Jugoslawien. 1997 und 1999 wurde Niš Pokalsieger.
Im Jahr 2009 fusionierte der RK Železničar Niš mit dem ORK Niš zum RK Naissus Niš. Seit Dezember 2011 trägt dieser den Namen RK Železničar 1949.

## Bekannte Persönlichkeiten
- Tonči Peribonio
- Dalibor Čutura
- Ivan Gajić
- Miloš Kostadinović
- Nemanja Pribak
- Ivan Lapčević
- Predrag Peruničić
- Časlav Grubić
- Dragan Mladenović
- Rolando Pušnik
- Zoran Živković (später Trainer)
- Aleksandar Blagojević
- Milan Kosanović
- Branko Karabatić
- Ljubomir Pavlović
- Kasim Kamenica
- Vladimir Osmajić
- Vladan Krasavac
- Vladimir Stanojević (später Trainer)
- Aleksandar Živković
- Dragoslav Živković
- Dragoslav Pavlović
- Dobrica Grozdanović
- Pajo Pavlović
- Dušan Kostić
- Svetozar Pešić
- Miroljub Zdravković
- Josif Petković
- Ilija Temelkovski
- Predrag Knežević
- Branislav Ždraljević